# نظام الدعوة
'Google Mail[Google Mail]نظام الدعوة' هو طريقة للتسجيل في مواقع الوب. على عكس التسجيل المفتوح، حيث يتمكن كل المستخدمين من التسجيل. والتسجيل المغلق حيث هناك تقنين على المستخدمين الجدد. تمكن الدعوات المستخدمين المسجلين من اختيار من يستطيع أن يسجل، وفي الوقت ذاته تمكن مديري الموقع من الحفاظ على شعبية الخدمة أو الموقع في مستوى معين.

## ظهور
أنظمة الدعوات تظهر مؤقتة عادة. تظهر أنظمة الدعوات في خدمات وتطبيقات الوب أثناء مرحلة تطوير هذه البرمجيات؛ للتحكم في عدد مستخدمي الخدمة. في حالات أخرى، تستعمل أنظمة الدعوات لعدم توفر موارد خوادم كافية.